# Mark Minor
Mark William Minor (Solon, Ohio, 14 de mayo de 1950) es un exjugador de baloncesto estadounidense que jugó una temporada en la NBA. Con 1,98 metros de estatura, lo hacía en la posición de alero.

## Trayectoria deportiva

### Universidad
Jugó durante cuatro temporadas con los Buckeyes de la Universidad Estatal de Ohio, siendo capitán y elegido mejor jugador del equipo en su temporada sénior.

### Profesional
Fue elegido en el puesto 175 del Draft de la NBA de 1972 por Boston Celtics con los que firmó contrato en el mes de septiembre. Disputó cuatro partidos, en los que promedió 1,3 puntos y 1,0 rebotes.

## Estadísticas de su carrera en la NBA

### Temporada regular
| Temporada | Edad | Equipo         | Liga | Pos. | P | TIT | MIN | TC  | TCA | %TC  | 3P | 3PA | %3P | 2P  | 2PA | %2P  | TL  | TLA | %TL  | R.OF. | R.DEF. | REB | ASIS | ROB | TAP | PER | FP  | PTS |
| 1972-73   | 22   | Boston Celtics | NBA  | SF   | 4 |     | 5.0 | 0.3 | 1.0 | .250 |    |     |     | 0.3 | 1.0 | .250 | 0.8 | 1.0 | .750 |       |        | 1.0 | 0.5  |     |     |     | 1.3 | 1.3 |
| Total     |      |                | NBA  |      | 4 |     | 5.0 | 0.3 | 1.0 | .250 |    |     |     | 0.3 | 1.0 | .250 | 0.8 | 1.0 | .750 |       |        | 1.0 | 0.5  |     |     |     | 1.3 | 1.3 |